# ليفيا توركو
ليفيا توركو (من مواليد 13 فبراير 1955، كونيو) سياسية إيطالية وعضو في الحزب الديمقراطي. كانت عضوة في البرلمان بين عامي 1987-2013. شغلت توركو منصب وزير الشؤون الاجتماعية في ثلاث حكومات بين 1996-2001، ووزيرة للصحة بين 2006-2008.

## الحياة السياسية

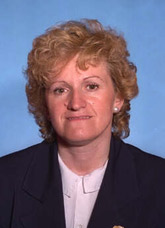
ليفيا توركو 1996

لقد جاءت من خلفية من الطبقة العاملة في موروزو كونيو، ودرست في كونيو وتورينو، حيث بدأت حياتها المهنية السياسية مع الحزب الشيوعي، وأصبحت نائبة في عام 1987. فيما بعد أصبحت مديرة رابطة الشبيبة الشيوعية وهي منظمة إقليمية مستشارة ومسؤولة عن المرأة في الاتحاد الحزبي المحلي.
بعد حل الحزب الشيوعي في عام 1991 انضمت إلى الحزب الديمقراطي لليسار، ثم ديمقراطيي اليسار كنائبة في 1992-2001.
من مايو 1996 إلى أكتوبر 1998 شغلت منصب وزيرة الشؤون الاجتماعية في حكومة برودي الأولى ثم داليما (1998-2000) وأماتو (2000-2001).
في عام 2000 ترشحت دون جدوى لمنصب رئيس بيدمونت، وانتُخبت سيناتورًا عن بيدمونت في عام 2006. ثم أصبحت وزيرة الصحة في حكومة برودي الثانية (2006-2008). بعد سقوط برودي تم انتخابها في مجلس النواب في أبريل 2008 كعضو في الحزب الديمقراطي يسار الوسط.
اسمها مرتبط بقانون الهجرة لعام 1998، بالإضافة إلى قانون الإجازة الوالدية لعام 2000 وتنظيم الوقت في المدن، المعروف أيضًا باسم قانون توركو.